# Płowce (województwo warmińsko-mazurskie)
Płowce (niem. Plowczen, od 1938 Plötzendorf) – wieś w Polsce położona w województwie warmińsko-mazurskim, w powiecie ełckim, w gminie Stare Juchy.
W latach 1975–1998 miejscowość położona była w województwie suwalskim.

## Historia wsi
W roku 1475 komtur Pokarmina Bernhard von Balzhofen nadał na prawie magdeburskim 8 włók koło Krzywego Stańkowi oraz Iwaśko Marcinowi i Janowi. W roku 1531 5 włók nabyli tutaj Michał i Marek Bogdanowicze.